# 云南对囊蕨
云南对囊蕨（学名：Deparia yunnanensis）也称云南网蕨，为蹄盖蕨科对囊蕨属下的一个种。其种加词 yunnanensis 意为“云南的”。